# Гулаш
Гулашът е ястие, произлизащо от унгарската кухня, и е приготвяно от говеждо месо, лук, червени чушки и червен пипер. Името му идва от унгарското gulyás, от gulya – „кравар“.
Гулашът е национално ястие в Унгария и съседните ѝ страни в Централна Европа и Балканите и е широко известен в други части на света. По традиция той се смята за просто домашно ястие, тъй като изисква малко внимание след първоначалното си приготвяне и защото използва по-евтини парчета месо. В наши дни той често се яде в ресторант, тъй като дългото време за готвене го прави непрактичен за приготвяне вкъщи от работещите семейства.

## Технология
Гулашът най-често се приготвя като яхния. Месото се нарязва на парчета, посолява се, подправя се с черен и червен пипер и се запържва в гореща мазнина. Използва се месо от джолан или плешка с достатъчно жили, защото гулашът се сгъстява благодарение на жилавите, добре развити мускули, богати на колаген. Добавят се нарязан на филийки лук, червени чушки и чесън. След като месото се зачерви, се добавя бульон или вода и яхнията се оставя да ври на тих огън в продължение на няколко часа, за да се сгъсти. Може да се добавят нарязани на дребни кубчета картофи, за да направят яхнията още по-гъста и гладка, след като се разварят. Може да се добавят и други подправки, особено дафинов лист, мащерка и смляни семена от кимион. Малко бяло вино или много малко винен оцет могат да се добавят към края на готвенето.
Някои готварски книги препоръчват използване на брашно или царевично нишесте за сгъстяване, но това прави вкуса по-мек. Други предлагат да се използват немалки количества домати за оцветяване и овкусяване. Малко домати в бульона или капка доматено пюре могат да подобрят вкуса и вида на ястието, но гулашът е пиперено ястие и вкусът на домати не трябва да се усеща.
Гулашът се сервира с варени картофи или картофено пюре, качамак, кнедли или галушки или като самостоятелно ястие, с хляб.

## Други ястия
Има още няколко ястия с „гулаш“ в наименованието си.
- Супа гулаш (на унгарски gulyásleves) е супа, приготвяна от същите съставки, но с повече течност. Понякога се добавят парчета наденица.
- Гулаш може да се приготви и с овнешко месо – овнешки гулаш (на унгарски birkagulyás).
- Цигански гулаш, (на сърбохърватски: ciganski gulaš) с добавени зеленчуци – най-често зелени и червени чушки и моркови. Понякога се добавят и един или повече други видове месо – например свинско филе, бекон или овнешко.
- В партизанския гулаш (на словенски partizanski golaž), обичан от словенските партизани през Втората световна война и сервиран редовно на масови празници, повечето месо е заменено от големи парчета картофи. Той не е толкова гъст като гулаша, но е по-гъст от супата гулаш.
- Доста различна яхния, готвена от свинско месо и кисело зеле се нарича секелгулаш (на унгарски Székelygulyas) – „трансилвански гулаш“ в Унгария и като „сегедски гулаш“ в много от съседните страни.